# Xã Shoal Creek, Quận Logan, Arkansas
Xã Shoal Creek (tiếng Anh: Shoal Creek Township) là một xã thuộc quận Logan, tiểu bang Arkansas, Hoa Kỳ. Năm 2010, dân số của xã này là 859 người.